# عبدالمقصود حسن‌زاده
عبدالمقصود حسن زاده (زاده ۱۳۵۵ ولسوالی نوآباد-ولایت کاپیسا) یک سیاستمدار اهل افغانستان و رهبر حزب بیداری ملت افغانستان است. 

## زندگی‌نامه
عبدالمقصود حسن زاده متولد ۱۳۵۵ از ولسوالی نوآباد ولایت کاپیسا است. دروس ابتدایی را نزد پدرش فرا گرفت و مدتی در مدارس خال محمد شهید و مدرسه دینی عبدالله بن مسعود به تحصیلات خود ادامه داد و در سال ۱۳۶۹ به پاکستان مهاجرت و در مدرسه عمر فاروق مشغول به تحصیل شد. پس از پیروزی مجاهدین در سال ۱۳۷۰ به ایران مهاجرت کرد و پس از سه سال به افغانستان بازگشت و در سال ۱۳۷۷ از مدرسه عالی امام اعظم در کاپیسا فارغ التحصیل شد. وی در سال ۱۳۹۰ وارد دانشگاه خصوصی سلام شد و توانست در رشته قضا و ثارنوالی از دانشکده فقه و قانون آن و با پایان‌نامه راه‌های دشمنی غرب با جهان اسلام تحصیلات خود را به اتمام برساند.

## فعالیت سیاسی
وی در سال ۱۳۸۶ فعالیت سیاسی خود را آغاز و وارد حزب نهضت بیداری ملی فلاح افغانستان شد و در سمت‌های معاونیت کمیته فرهنگی ، ریاست کمیته فرهنگی ، ریاست کمیته جوانان و معاونیت اول حزب در آن فعالیت کرد. پس از اختلافاتی که در حزب صورت گرفت با همکاری چند تن دیگر حزب بیداری ملت افغانستان را در سال ۱۳۹۴ تأسیس کرد و توانست مجوز فعالیت را در سال ۱۳۹۵ از طرف وزارت عدلیه افغانستان کسب کند.

### دیگر فعالیت‌ها
- عضو مؤسسین و رئیس دارالانشاء کمیسیون انسجام ملی احزاب متحد سیاسی و سازمان‌های اجتماعی.
- عضو مؤسسین جبهه ملی نوین و خانه احزاب سیاسی.